# Kostanjica (Istrië)
Kostanjica is een plaats in de gemeente Grožnjan in de Kroatische provincie Istrië. De plaats telt 51 inwoners (2001).